# Гуцульська сецесія

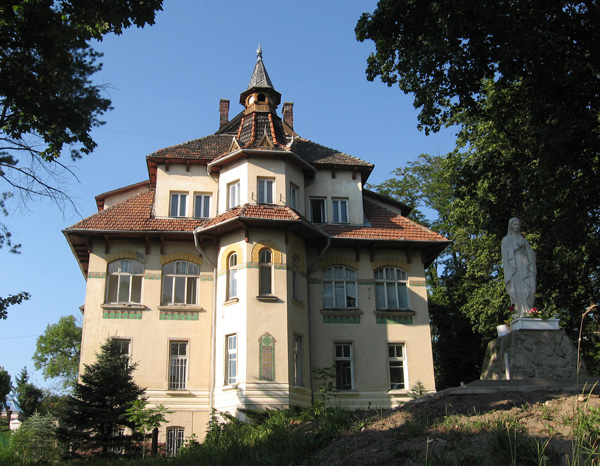
Колишня клініка Солецького, в архітектурі якої використовували народні гуцульські та закопанські мотиви, архітектор Олександр Лушпинський

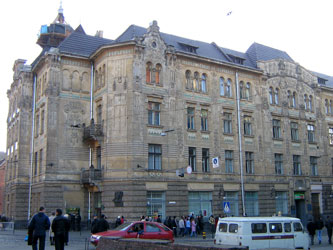
Будинок акціонерного товариства «Дністер» у Львові (тепер міська поліклініка № 1, вул. Руська, 20), архітектор Іван Левинський

Гуцу́льська сеце́сія (карпатський, східногалицький стиль) — архітектурний стиль, що розвивався в Східній Галичині, перш за все, у Львові наприкінці XIX — на початку XX століття. Особливістю стилю було використання традицій народної архітектури, що зближує його з українським модерном Наддніпрянщини.

## Опис
Стиль гуцульської сецесії являв собою спробу пошуку національного українського стилю в архітектурі, що спирався б на традиції місцевої народної архітектури. Ці пошуки проходили в рамках національно-романтичного осмислення Віденської сецесії, яскравого стилю австрійської архітектури. Головним джерелом натхнення створення нового національного стилю, стало непрофесійне мистецтво горян Карпат (у тому числі гуцулів). Опрацьовувати естетику «карпатського» стилю пробував в 1890-х львівський архітектор Юліан Захарієвич. Пізніше з теоріями «східногалицького» нового стилю виступили Едгар Ковач у книзі «Спосіб закопяньскій» (1899) і Казимир Мокловський у серії статей і книзі «Народне мистецтво в Польщі».
У найяскравішій формі ідеї «гуцульської сецесії» проявились в роботах архітектурної фірми Івана Левинського, в якій працювали також Тадей Обмінський, Олександр Лушпинський, Лев Левинський та інші. Окрім Львова цей стиль також використовували у забудові Станіславова.
Для стилю характерні експресивні об'єми, пластична виразна конфігурація дверних прорізів, вікон, навісів, складні обриси дахів з великими схилами, які іноді прикрашаються вежею, подібної до дзвіниці гуцульської церкви. Декор та колористична гама народного мистецтва обігравалися в оздобленні будинків металом і керамікою.

## Приклади
- Бурса дяків собору Святого Юра на вулиці Скарги (тепер Озаркевича),
- Кредитне товариство «Дністер» на розі вул. Руської та Підвальної,
- Гуртожиток «Академічний дім» на вул. Супинській (нині Коцюбинського), № 21,
- Бурса інституту «Народний Дім» на вул. Курковій (вул. Лисенка) № 14-14а,
- Гімназія і бурса Українського педагогічного товариства на вул. Потоцького (нині Чупринки), № 103.
- Клініка Солецького, вул. Личаківська, 107.